# هوم‌وود (کالیفرنیا)
هوم‌وود (به انگلیسی: Homewood) یک منطقهٔ مسکونی در ایالات متحده آمریکا است که در شهرستان پلاسر، کالیفرنیا واقع شده‌است. هوم‌وود ۱٬۹۰۰٫۱۵ متر بالاتر از سطح دریا واقع شده‌است.